# Draconarius kozue
Espèce
Draconarius kozue est une espèce d'araignées aranéomorphes de la famille des Agelenidae.

## Distribution
Cette espèce est endémique du Zhejiang en Chine,. Elle se rencontre dans le xian de Tonglu et la ville-district de Fuyang.

## Description
Le mâle holotype mesure 11,09 mm et la femelle paratype 14,14 mm.

## Systématique et taxinomie
Cette espèce a été décrite par Yu et Wei en 2024.

## Étymologie
Cette espèce est nommée en référence à Matsumoto Kozue, personnage de Baki.

## Publication originale
- Yu & Wei, 2024 : « Two new species and a new provincial record of Draconarius (Araneae, Agelenidae) from China. » The Indochina Entomologist, vol. 1, no 10, p. 65-74.